# Reprezentacja Wenezueli w piłce wodnej kobiet
Reprezentacja Wenezueli w piłce wodnej kobiet – zespół, biorący udział w imieniu Wenezueli w meczach i sportowych imprezach międzynarodowych w piłce wodnej, powoływany przez selekcjonera, w którym mogą występować wyłącznie zawodnicy posiadający wenezuelskie obywatelstwo. Za jej funkcjonowanie odpowiedzialny jest Wenezuelski Związek Pływacki (FEVEDA), który jest członkiem Międzynarodowej Federacji Pływackiej.